# Sofia Kligkopoulou
Sofia Kligkopoulou (in greco Σοφία Κλιγκοπούλου?; Il Pireo, 6 gennaio 1970) è un'ex cestista e allenatrice di pallacanestro greca.

## Carriera
Con la Grecia ha disputato i Giochi olimpici di Atene 2004 e due edizioni dei Campionati europei (2001, 2003).